# Egernia kintorei
Egernia kintorei är en ödleart som beskrevs av  Edward Charles Stirling och ZIETZ 1893. Egernia kintorei ingår i släktet Egernia och familjen skinkar. Inga underarter finns listade i Catalogue of Life.